# Història de Corea del Sud

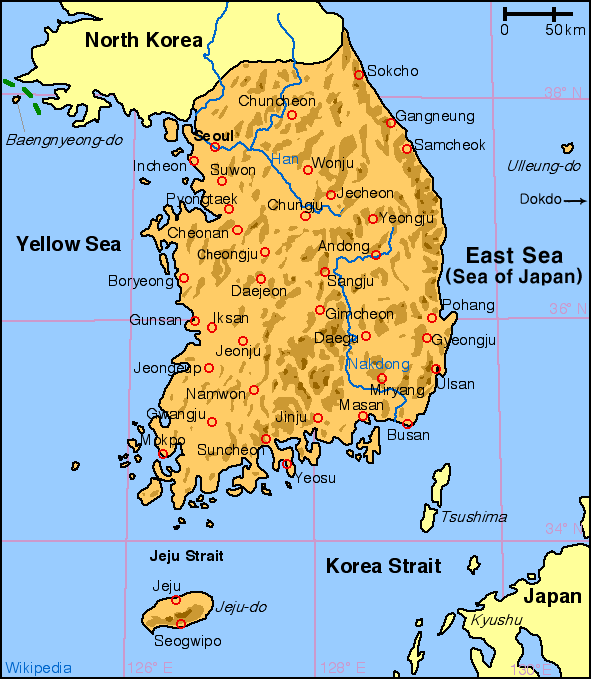
Corea del Sud

La història de Corea del Sud comença amb l'establiment de l'estat seguit de la divisió de la península coreana. Després de la rendició del Japó als Aliats, la divisió en el paral·lel 38 va marcar el començament de l'administració soviètica i nord-americana sobre el Nord i el Sud, respectivament. El 15 d'agost de 1948, es va establir la República Democràtica de Corea, amb Syngman Rhee com el seu primer president, el 9 de setembre de 1948, s'estableix la República Democràtica Popular de Corea sota el comandament de Kim Il-sung. El 25 de juny de 1950, forces nord-coreanes van envair Corea del Sud (vegeu Guerra de Corea). Liderada pels Estats Units, una coalició de 16 membres va emprendre la primera acció col·lectiva sota el comandament de l'ONU. Les oscil·lants línies de batalla van infligir un alt nombre de baixes civils i immensa destrucció. Amb l'entrada de la República Popular de la Xina en nom de Corea del Nord el 1951, la paralització es va establir a prop fins a la línia original de demarcació. Les negociacions de l'armistici, iniciades el juliol de 1951, van concloure finalment el 27 d'aquest mes de 1953 a Panmunjeom, a l'actual Zona Desmilitaritzada de Corea (ZDM). L'acord d'armistici va ser signat per l'exèrcit nord-coreà, voluntaris populars xinesos i els Estats Units i la República de Corea recolzats pel Comando de les Nacions Unides. No s'ha signat un tractat de pau fins ara.
Després de l'armistici, Corea del Sud va experimentar disturbis polítics en els anys de lideratge autocràtic de Syngman Rhee, la qual va acabar en una revolta estudiantil el 1960. Tanmateix, els cops d'estat militars liderats pel Major General Park Chunghee el 1961, va posar a Corea del Sud sota govern autoritari per altres dues dècades, durant les quals Corea del Sud va aconseguir un creixement econòmic sorprenent, amb l'ingrés per capita creixent fins a 13 vegades el nivell de Corea del Nord. Després de l'assassinat de Park Chung-hee el 1979, una societat civil vocal emergida va conduir a fortes protestes contra el govern autoritari. Compost principalment d'estudiants universitaris i sindicats laborals, les protestes van aconseguir un clímax després del cop d'estat del Major General Chun Doo-hwan el 12 de desembre de 1979 i la declaració de la llei marcial. El 18 de maig de 1980, va esclatar un enfrontament entre els estudiants de la Universitat Nacional de Chonnam que protestaven contra el tancament de la seva universitat i les forces armades i va esdevenir un motí urbà que va durar nou dies fins al 27 de maig. Les estimacions immediates de la taxa de morts civils va aconseguir d'unes poques dotzenes a 2.000, amb una posterior investigació completa del govern civil, trobant 207 morts (Massacre de Gwangju). L'ultratge públic pels assassinats va consolidar el suport de tota la nació per la democràcia, aclarint el camí per les primeres eleccions democràtiques, que van tenir lloc el 1987.
El 1987, Roh Tae-woo, un dels col·legues de Chun en el cop d'estat del 1979, va ser elegit president per vot popular. El 1992 Kim Young-sam va ser triat per a un altre mandat. El 1997 la nació va sofrir una seriosa crisi econòmica, de la qual es continua recuperant. Corea del Sud ha mantingut també el seu compromís per democratitzar els seus processos polítics, mentre Kim Dae-jung guanyava la presidència el mateix any. Aquesta va ser el primer traspàs del govern entre partits per mitjans pacífics. Kim Dae-jung va seguir la "Política de la Llum", una sèrie d'esforços per reconciliar-se amb Corea del Nord, la qual va culminar en la cita amb el líder nord-coreà Kim Jong-il, per la qual Kim Dae-Jung va rebre el premi Nobel de la Pau el 2000. No obstant això, l'eficàcia de la política de la Llum va ser qüestionada entre acusacions de corrupció. Roh Moo-hyun va ser elegit president el 2002. El 12 de març del 2004, L'Assemblea Nacional sud-coreana (Parlament) va votar per jutjar al president Roh Moo-hyun per càrrecs de corrupció i patrocini polític. El partit Uri, l'únic que donava suport al president, va boicotejar clarament la votació. Aquesta moció va afectar clarament el resultat de l'elecció parlamentària del 15 d'abril del 2004, en les quals, el partit Uri va obtenir 152 escons d'un total de 299 en l'Assemblea Nacional. Per primera vegada en 18 anys, el partit governant es convertia en la majoria de la Cambra. Aquesta va ser la primera vegada en més de 40 anys que un partit liberal va tenir una majoria en l'Assemblea.

## Abans de la divisió
Les primeres restes humanes trobades a Corea daten del voltant de fa 500.000 anys. D'acord amb la tradició, l'any 2333 aC. Tangun (també anomenat Dangun) va fundar el regne de Joseon (sovint conegut com a Gojoseon per evitar la confusió amb la dinastia del segle xiv del mateix nom; el prefix go significa "vell" o "anterior"). Després de nombroses guerres, aquest regne es va desintegrar.

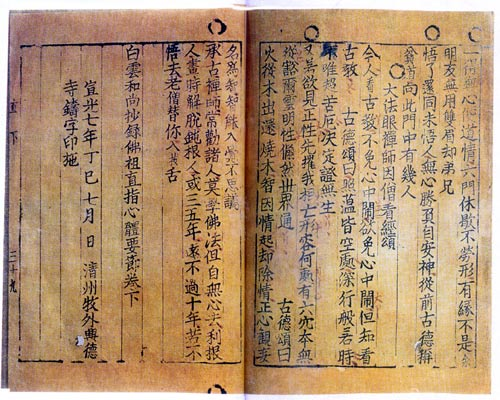
Jikji, el primer llibre imprès en una impremta amb mòbils metàl·lics, el 1377, 62 anys abans de la Impremta de Gutenberg.

L'antiga Corea va passar a albergar una sèrie de ciutats estat en constants guerres, que apareixien i desapareixien de manera constant. No obstant això, tres regnes, Baekje, Koguryŏ i Silla es van enfortir i entre els tres van dominar l'escena històrica de Corea durant més de dos-cents anys, en el període conegut com els Tres Regnes de Corea. L'any 676 Silla va aconseguir unificar gairebé tot el territori coreà, amb excepció del regne de Balhae. El domini d'aquests dos regnes, sobretot Corea i part de Manxúria, va donar origen al Període dels Estats Nord i Sud.
Després de la seva decadència, el 918 el general Wang Geon va fundar el regne de Goryeo (o Koryŏ, d'on prové el nom de Corea). En el segle xiii, la invasió dels mongols va afeblir a Goryeo: després de gairebé trenta anys de guerra, el regne va conservar el domini, sobretot el territori de Corea, encara que en realitat només era un tributari més dels mongols. Després de l'Imperi Mongol van seguir una sèrie de lluites polítiques i, després de la rebel·lió del General Yi Seong-gye el 1388, la dinastia Goryeo va ser reemplaçada per la dinastia Joseon.

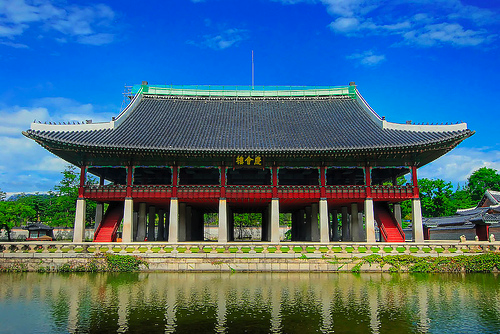
El palau de Gyeongbok és el més gran dels cinc grans palaus construïts durant la dinastia Joseon.

Entre 1592 i 1598, els japonesos van envair Corea, després que els Joseon es neguessin a brindar-li pas segur a l'exèrcit japonès, liderats per Toyotomi Hideyoshi, en la seva campanya per a la conquesta de la Xina. La guerra va finalitzar quan els japonesos es van retirar després de la mort de Hideyoshi. És en aquesta guerra on es dona el sorgiment com a heroi nacional de l'almirall Yi Sun-Sin i la popularització del famós "Vaixell Tortuga".
Durant el segle xvii Corea va ser finalment derrotada pels Manxú i es va unir a l'Imperi Qin. Durant el segle xix, gràcies a la seva política aïllacionista, Corea es va guanyar el nom de "Regne ermità". La dinastia Joseon va tractar de protegir-se contra l'imperialisme occidental, però van ser obligats a obrir les portes al comerç. Després de les guerres sinojaponeses i de la guerra russojaponesa, Corea va quedar sota el domini colonial japonès (1910-1945). Al final de la Segona Guerra Mundial, els japonesos es van rendir davant les forces soviètiques i nord-americanes, que van ocupar les meitats nord i sud de Corea, respectivament.

## Guerra de Corea

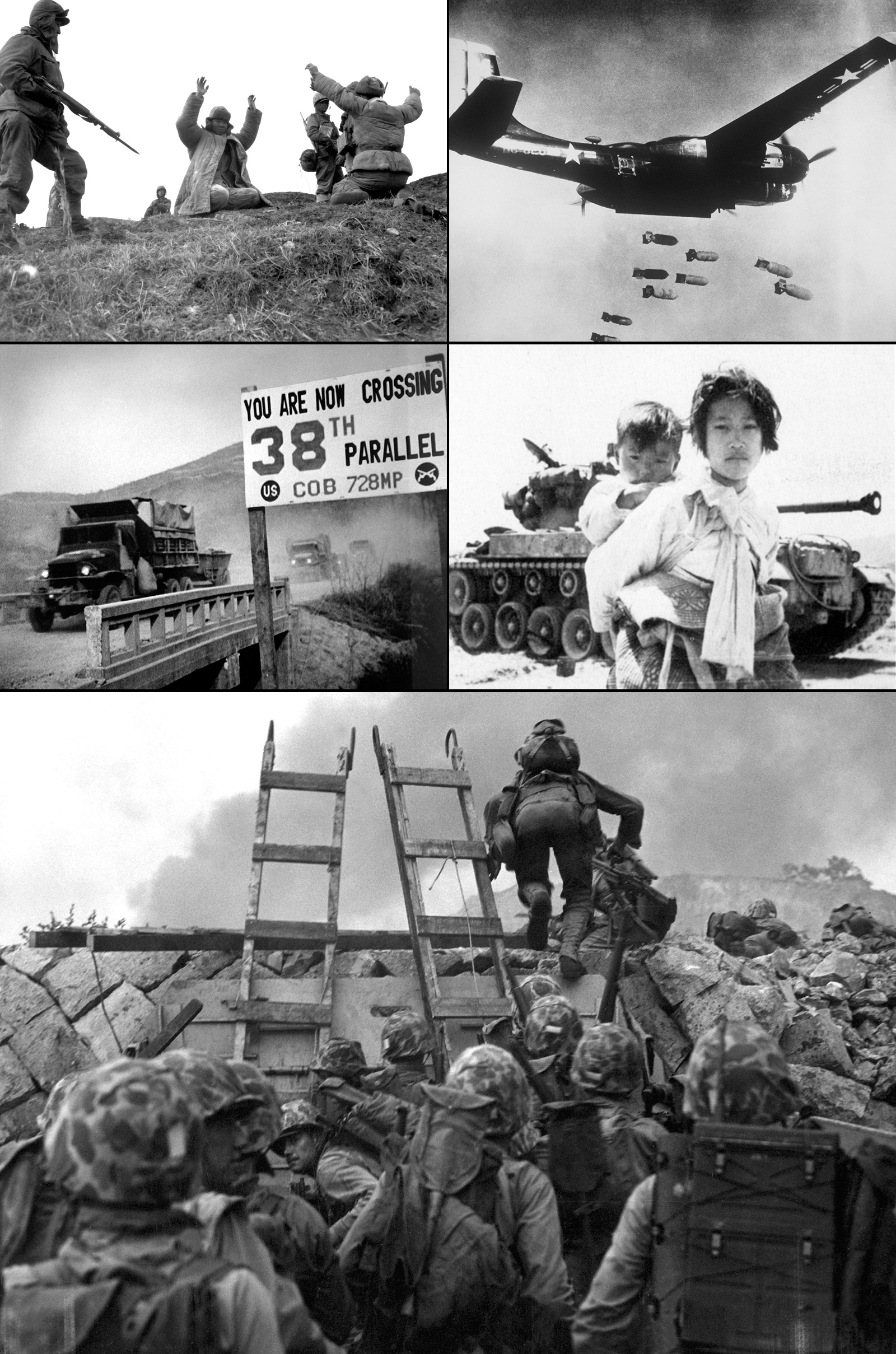
Guerra de Corea, esdevinguda entre 1950 i 1953. El Tractat de no-agressió que va finalitzar el conflicte, va deixar de ser vàlid l'11 de març de 2013.

El 1948, a conseqüència de la divisió de la península entre els soviètics i els nord-americans, van sorgir dues noves entitats: Corea del Nord i Corea del Sud. En el nord, un guerriller antijaponès i activista comunista, Kim Il-Sung, va obtenir el poder a través del suport soviètic, i en el sud, un líder polític exiliat de dreta, Syngman Rhee, va ser nomenat president.
El 25 de juny de 1950, Corea del Nord va envair a Corea del Sud amb l'acció militar que va desencadenar la Guerra de Corea. En aquell moment, el delegat de la Unió Soviètica en el Consell de Seguretat de l'ONU va estar absent com a protesta per la negativa d'admetre a la República Popular de la Xina dins de l'organisme. Això va permetre a les Nacions Unides, liderades per l'exèrcit nord-americà, a intervenir per frenar la invasió. Per la seva banda, la Unió Soviètica i la Xina van decidir fer costat a Corea del Nord, enviant efectius i provisions a les seves tropes. Després de les pèrdues massives de civils nord-coreans i sud-coreans, la guerra finalment va arribar a un punt mort. L'armistici de 1953 va dividir la península al llarg de la zona desmilitaritzada de Corea, a prop de la línia de demarcació original. Cap tractat de pau va ser signat, per la qual cosa tècnicament els dos països van continuar en guerra. Almenys 2,5 milions de persones van morir durant el conflicte.

## Règim autoritari
El 1960 un moviment estudiantil va portar a la renúncia del president Syngman Rhee. A aquest esdeveniment li va seguir un període d'inestabilitat política, que un any més tard finalitzaria amb el cop d'estat realitzat pel General Park Chung-hee. Park va ser durament criticat com un dictador despietat i per la repressió política que va existir durant el seu mandat; no obstant això, va fer que l'economia coreana es desenvolupés de manera significativa, ja que va encoratjar el ràpid creixement econòmic impulsant les exportacions. Park va ser president fins al seu assassinat, ocorregut el 1979.
Els anys que van seguir a l'assassinat de Park van ser marcats novament per una agitació política, ja que els líders de l'oposició anteriorment reprimida van realitzar múltiples intents per accedir a la cadira presidencial. El 1980 es va realitzar un altre cop d'estat, aquesta vegada pel General Chun Doo-hwan en contra del govern transitori de Choi Gyuha, qui ocupava el càrrec de primer ministre durant el mandat de Park. El fet que Chun assumís la presidència va desencadenar protestes a nivell nacional exigint democràcia i legalitat en les eleccions.

## Democràcia
Chun i el seu govern van mantenir a Corea sota un règim despòtic fins al 1987, quan les manifestacions de treballadors i de grups opositors van esclatar per tot el país. Finalment, el partit polític de Chun, el Partit Democràtic de Justícia, i el seu líder, Roh Tae-woo, van donar a conèixer la Declaració del 29 de juny, que incloïa eleccions directes per triar un nou president. Roh va guanyar les eleccions per un estret marge contra els dos dirigents dels principals partits d'oposició, Kim Dae-Jung i Kim Young-Sam.

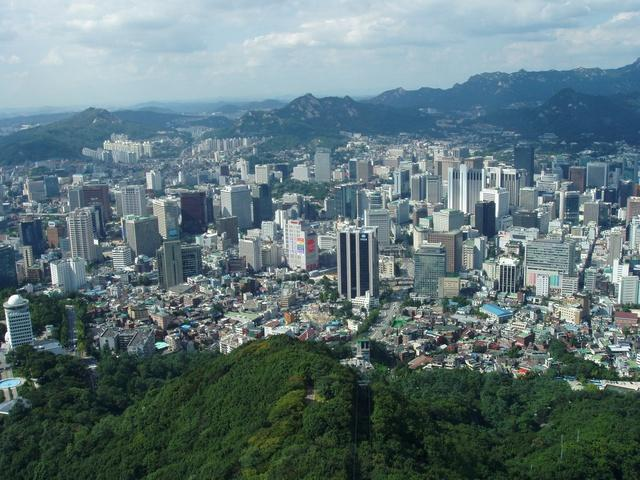
La ciutat de Seül va experimentar un ràpid creixement urbà durant les dècades de 1980 i 1990.

El 1988 Seül va organitzar satisfactòriament els Jocs Olímpics d'estiu de 1988, i el 1996 el seu continu desenvolupament econòmic va portar a l'ingrés del país a l'Organització per a la Cooperació i el Desenvolupament Econòmic (OCDE). Com la majoria dels seus veïns asiàtics, l'economia nacional es va veure afectada per la crisi financera asiàtica de 1997, no obstant això, el país va ser capaç de recuperar-se i continuar el seu creixement econòmic.

## Segle XXI
El juny de 2000, com a part de la "política assolellada" del president Kim Dae-Jung, es va celebrar la Cimera Intercoreana, la qual va tenir lloc a Pyongyang, la capital de Corea del Nord. Més tard, aquest mateix any, Kim va rebre el Premi Nobel de la Pau "pel seu treball per a la democràcia i els drets humans a Corea del Sud i a l'est asiàtic en general i per a la pau i la reconciliació amb Corea del Nord en particular." El 2002 Corea del Sud i el Japó van ser els amfitrions de la Copa Mundial de Futbol de 2002, no obstant això, més tard les relacions entre ambdues nacions es van deteriorar, a causa del conflicte sobre la possessió de les Roques de Liancourt (Dokdo en coreà).
Al desembre de 2012, amb gairebé la totalitat dels vots escrutats, la Comissió Electoral Nacional va atorgar a Park Geun-hye el 51,6% dels sufragis, enfront del 48% del seu rival, Moon Jae-in. Park, filla del dictador Park Chung-hee, ha fet història en convertir-se en la primera dona que arriba a la presidència de Corea del Sud.

## Crisi a Corea del 2013

Abast probable dels míssils nord-coreans.

La crisi a Corea del 2013 es va desencadenar al febrer del 2013, a causa d'una prova nuclear realitzada per part de Corea del Nord en resposta a la resolució 2087 del Consell de Seguretat de l'ONU sol·licitada pels Estats Units, que la va sancionar pel llançament del satèl·lit Kwangmyongsong-3.
La prova nuclear va portar als Estats Units a sol·licitar novament al Consell de Seguretat l'aplicació de més sancions contra el govern nord-coreà, el que es va produir a través de la resolució 2094. Dies després, Corea del Sud i Estats Units van anunciar que es reforçarien les maniobres militars conjuntes que porten a terme anualment. En resposta a aquestes maniobres, Corea del Nord va anul·lar el pacte de no-agressió que mantenia amb Corea del Sud i va tallar les línies de comunicació directes amb el seu veí.
El 29 de març, dos bombarders B-2A nord-americans amb capacitat nuclear van llançar projectils davant del mar de Corea. el que va ser considerat per Pyongyang com l'inici de la guerra contra la seva nació. El 30 de març, Corea del Nord va anunciar que entrava en «estat de guerra».
Des de la finalització de la Guerra de Corea amb un armistici el 1953, la tensió a la península coreana mai no ha desaparegut, a causa de la successió de diversos moviments militars a banda i banda de la frontera i en els mars adjacents per part dels dos països i la resta de potències regionals.